# 中丸徹
中丸 徹（なかまる とおる、1975年8月25日 - ）は、テレビ朝日所属の社員（ディレクター）で、同局の元アナウンサー、元報道記者。前テレビ朝日アメリカ総局長、外報部デスク（2025年3月時点）。

## 略歴
神奈川県横浜市出身で、栄光学園から東京大学へ進学。大学時代はラクロス部に所属していた。
大学卒業後の1999年に、アナウンサーとしてテレビ朝日に入社。アナウンサー時代は、情報番組のリポーターやキャスターを務める一方で、『ワールドプロレスリング』の実況陣に加わっていた。また、「特捜戦隊デカレンジャー」「仮面ライダー剣」のDVDでは、特典映像に司会・進行役で出演。『ワールドプロレスリング』では、獣神サンダー・ライガーから「おまえプロレス嫌いだろう」と言われたり、元WWEのジョーニー・ローラーから金的攻撃の洗礼を受けたりした。
2004年4月からは、早朝の情報番組『朝いち!!やじうま』の木・金曜日でキャスターを担当。しかし、2005年6月で降板すると、自身の希望で翌月から社会部の記者へ異動した。その後は、政治部で鳩山由紀夫首相担当記者などを経験。2012年7月からは、外報部の記者としてニューヨーク支局へ赴任している。
2017年9月30日の『サタデーステーション』と10月1日の『サンデーLIVE!!』で解説を行った。2019年8月8日の『スーパーJチャンネル』で、小泉進次郎と滝川クリステルの結婚について解説を行った。この際に、司会の渡辺宜嗣から2019年夏まで自民党担当の記者だったことと、人事異動でスーパーJチャンネルのディレクターになったことが紹介された。

## 出演番組
報道・情報番組
| 期間       | 期間      | 番組名                                                        | 役職                                                              |
| ---------- | --------- | ------------------------------------------------------------- | ----------------------------------------------------------------- |
| 時期不明   | 時期不明  | スーパーJチャンネル                                           | 月曜日→水曜日『奥様鑑定団』リポーター                             |
| 2004年4月  | 2005年6月 | 朝いち!!やじうま                                              | キャスター兼『ANNニュース』担当キャスター ※いずれも木・金曜日担当 |
| 2017年10月 | 現在      | サンデーLIVE!!（朝日放送→朝日放送テレビ・メ～テレと共同制作） | 不定期でのコメンテーター                                          |
| 2019年8月  | 現在      | スーパーJチャンネル                                           | 不定期出演                                                        |

その他
- ワールドプロレスリング（実況・インタビュアー）
- ねっとパラダイス（リポーター兼スタジオアシスタント）

## 同期アナウンサー
- 進藤潤耶（2021年7月に経済部に異動）
- 富川悠太（2022年3月退社）
- 武内絵美
- 龍円愛梨（社会部に異動後、2011年12月退社）